# أحمد عبد الحليم
أحمد عبد الحليم (مواليد 14 سبتمبر 1986) هو لاعب كرة قدم أردني من أصل فلسطيني من مواليد مخيم الوحدات يلعب حالياً مع نادي الوحدات في الدوري الأردني للمحترفين كلاعب وسط. يلقب بالمدفعجي، العندليب، وعندليب الوحدات.

## الأهداف الدولية
| # | التاريخ        | المكان | الخصم  | الحصيلة | النتيجة | المنافسة    |
| - | -------------- | ------ | ------ | ------- | ------- | ----------- |
| 1 | 16 سبتمبر 2010 | عمان   | العراق | 4–1     | فوز     | مباراة ودية |

## وصلات خارجية
- أحمد عبد الحليم على موقع ناشيونال فوتبول تيمز (الإنجليزية)
- أحمد عبد الحليم على موقع Soccerway.com (الإنجليزية)
- أحمد عبد الحليم على موقع كووورة
- اللاعب أحمد عبد الحليم على موقع كووورة.